# Puračić
Puračić (en cyrillique : Пурачић) est une localité de Bosnie-Herzégovine. Elle est située dans la municipalité de Lukavac, dans le canton de Tuzla et dans la fédération de Bosnie-et-Herzégovine. Selon les premiers résultats du recensement bosnien de 2013, elle compte 3 069 habitants.

## Histoire
L'église Saint-Élie de Puračić a été construite vers 1900 ; avec son iconostase, elle est inscrite sur la liste des monuments nationaux de Bosnie-Herzégovine.

## Démographie

### Évolution historique de la population
| 1948 | 1953 | 1961  | 1971  | 1981  | 1991  | 2013  |
| ---- | ---- | ----- | ----- | ----- | ----- | ----- |
| -    | -    | 2 064 | 2 592 | 2 709 | 3 082 | 3 069 |

|  |

### Communauté locale
En 1991, la communauté locale de Puračić comptait 3 320 habitants, répartis de la manière suivante :